# Bischofsburg Hasenpoth
Die Bischofsburg Hasenpoth (lettisch Aizputes domkapitula pils) ist eine abgegangene Burg des Bistums Kurland und des kurländischen Domkapitels. Sie lag in der kurländischen Stadt Aizpute im Bezirk Dienvidkurzeme auf einer leicht erhöhten Halbinsel am rechten Ufer der Tebber (lettisch Tebre). Auf der linken Uferseite befand sich als Gegenstück die Ordensburg Hasenpoth des Livländischen Ordens. Von der Bischofsburg ist heute nur noch die St.-Johannis-Kirche erhalten.

## Geschichte
Das Gebiet um Hasenpoth war schon seit frühester Zeit besiedelt. Vor dem Eintreffen der deutschen Kreuzfahrer war Hasenpoth das Zentrum des kurischen Landes Bandava und wurde „Beida“ genannt. Diese Siedlung befand sich zusammen mit einer Holzfestung auf dem heutigen Kirchberg.
Im Kurenvertrag vom 4. April 1253 zur Aufteilung Kurlands zwischen Bischof Heinrich und dem stellvertretenden livländischen Landmeister Eberhard von Sayn wird auch Hasepotten erwähnt. Als Folge des Vertrags wurde der Fluss Tebber als Grenzlinie gezogen; linksseitige Gebiete erhielt der Livländische Orden, das Gebiet rechts des Flusses das Bistum.
Die für den Orden verheerende Niederlage in der Schlacht an der Durbe 1260 nutzten die Kuren für einen Aufstand gegen ihre Unterdrücker. Dieser währte jedoch nicht lange, denn 1261 berichtet die Livländische Reimchronik von einem Angriff eines Kreuzfahrerheeres auf die kurische Wallburg Dsintern, wobei ihre Verteidiger getötet und die Burg selbst niedergebrannt wurde. Im Anschluss zogen sie gegen die Burg Asseboten in Hasenpoth. Die hierher geflüchteten Kuren ergaben sich jedoch und übergaben die Söhne ihrer Adeligen als Geiseln.
Nachdem das Land wieder zur Ruhe gekommen war, begann das Bistum mit dem Bau einer steinernen Burg anstelle der alten Holzburg. Wann genau mit der Errichtung begonnen wurde, ist unbekannt, jedoch soll sie zwischen 1290 und 1295 vollendet worden sein, da sich in dieser Zeit die Kanoniker des kurländischen Domkapitels in Hasenpoth einrichteten. Erstmals urkundlich erwähnt wurde sie allerdings erst 1338.
Bereits bei der Gründung des Domkapitels durch Bischof Edmund im Jahre 1290 wurde festgelegt, dass 1/3 des Bistums dem Domkapitel und 2/3 dem Bischof unterstanden. Da der Bischofssitz in Pilten und der Sitz der Kanoniker in Hasenpoth lagen, wird vermutet, dass die südlichen Ländereien des Bistums dem Domkapitel unterstellt waren. Die Kanoniker blieben noch bis 1513 in Hasenpoth, danach verlor die Burg an Bedeutung.
Nach der Auflösung des Bistums Kurland im Jahre 1583 und dem darauf folgenden Piltener Erbfolgekrieg wurde die Burg aufgegeben und die Steine als Baumaterial für den Ausbau der Kirche und zum Bau von Häusern für die Anwohner verwendet. Heute sind an der Oberfläche keine Überreste der Burg mehr vorhanden.
Die Stadt Hasenpoth (Stadtrechte 1378) war mit ihrem wichtigen Seehafen (später „Paulshafen“ (lettisch Pāvilosta) genannt) bei der Sacke-Mündung in die Ostsee lange Zeit ein wichtiges Handelszentrum des Bistums und der Region. Mit der wachsenden Bedeutung des Hafens von Libau im 17. und 18. Jahrhundert begann dann auch der Niedergang der Stadt.
Im Jahre 1922 wurden durch den lettischen Archäologen Ernests Brastiņš bei der alten Siedlung erste Grabungen durchgeführt.
2000 wurde das Burggelände von den beiden Archäologen Andris Caune und Ieva Ose vermessen.

## Beschreibung
Die Bischofsburg Hasenpoth lag auf einer leicht erhöhten Halbinsel am rechten Ufer der Tebber, die als Flussschlinge (von Süden kommend) den Burgberg an dessen Westseite bis zur Nordseite umfließt. Später wurde der Fluss nördlich der Burg aufgestaut und als Mühlenweiher genutzt. Das Burggelände fällt zum Flussufer im Norden, Westen und Süden relativ steil ab und liegt etwa 10 m über dem Flussniveau.
Die bischöfliche Burg wurde als Höhenburg auf den Überresten einer alten befestigten Siedlung der Kuren auf dem höchsten Teil der Halbinsel errichtet. Beim Bau der Burg wurden die Erdwälle der Siedlung eingeebnet, wodurch auf der Spitze des Hügels eine ebene Fläche von etwa 120 × 50 m entstand. In der südwestlichen Ecke der Burg befand sich die Kirche St.-Johannis, von deren ursprünglicher Konstruktion nur wenige Mauerwerksfragmente in den Wänden des heutigen Gebäudes erhalten geblieben sind, nämlich in der Südfassade, in der südöstlichen Ecke und in der Wand in der Nähe des heutigen Kirchturms.
Die gesamte Spitze des Hügels war einst von einer Ringmauer umgeben, deren Fundamente auf der Südseite der ehemaligen Burg während einer kleinen Probegrabung entdeckt wurden. Da die Hügelkuppe im Grundriss kein regelmäßiges Viereck bildet, war die Ringmauer wahrscheinlich den Konturen der Hügelkuppe angepasst. Die Süd- und Ostseite der Burgmauer dürfte relativ gerade gewesen sein, die Nordwand hingegen geschwungen. Da die Westseite der Burg dem Hügelrelief zufolge recht kurz war, diente hier vermutlich die Kirche mit ihrer Außenmauer als Abschluss. Am östlichen Ende der Kirche dürfte sich ein weiteres Gebäude befunden haben, das als Sitz des Domkapitels diente.
Genauere Erkenntnisse über die übrige Burgbebauung und eine mögliche Vorburg könnten weitere archäologische Untersuchungen liefern.